# キレンジャク

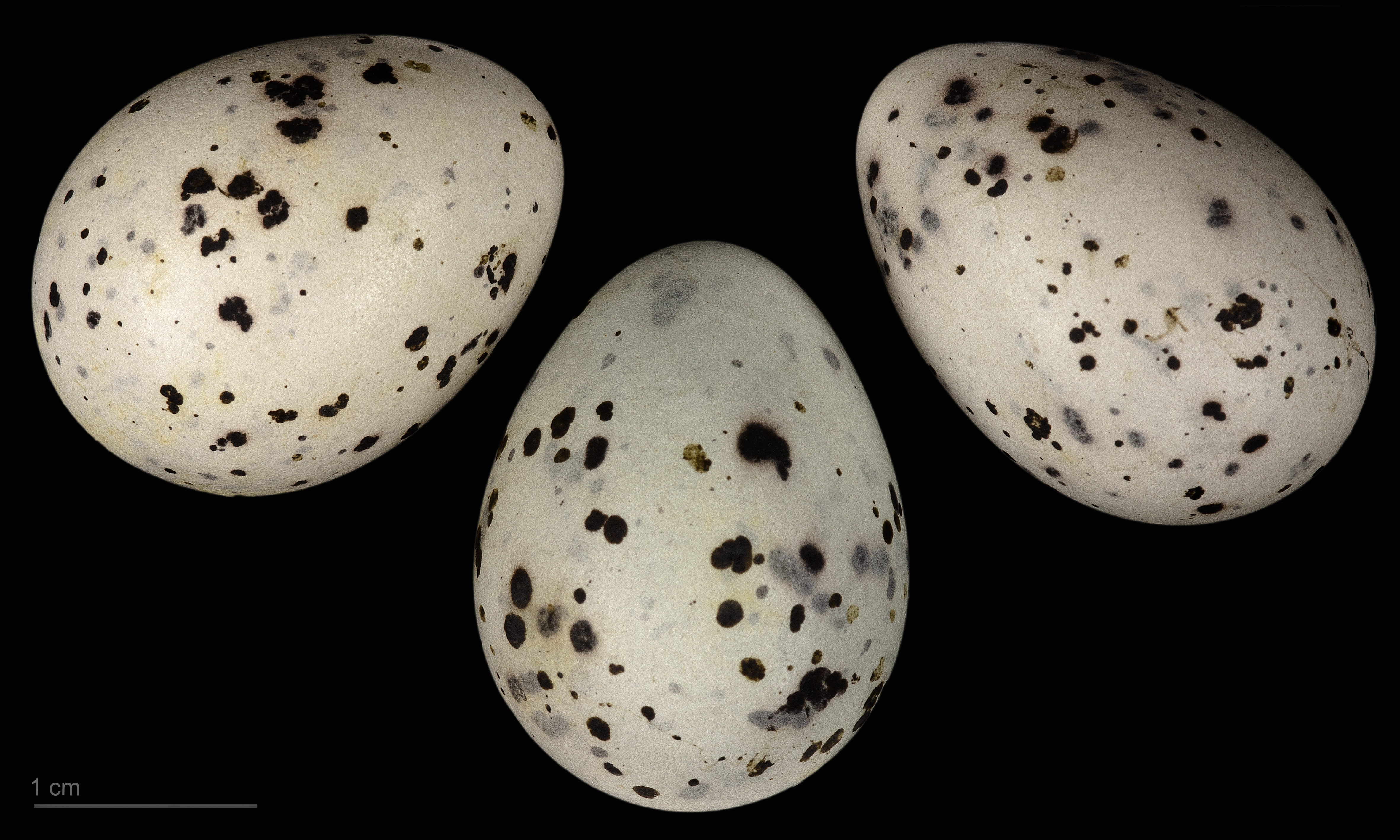
Bombycilla garrulus

キレンジャク（黄連雀、学名：Bombycilla garrulus）は、スズメ目レンジャク科に分類される鳥類である。旭川市の「市民の鳥」に指定されている。

## 形態
全長約19.5cm。体はおもに赤みのある灰褐色で、頭部には冠羽がある。次列風切羽の先端部に、赤い蝋状の突起物があるのが特徴である。これは羽軸の先端と外弁の一部が変化したものとみられており、ヒレンジャクにはないが、キレンジャクのほかヒメレンジャクにも見られる。この蝋状の物質がレンジャク科の英名「ワックスウィング」(Waxwing) の由来である。

## 生態
平地や山地の林に生息し、おもに木の実を食べる。地上2 - 6mの枝の上に、小枝、枯草、蘚苔類で皿形の巣を作る。5 - 7月に卵を4 - 6個産み、雌が抱卵する。13 - 14日で雛鳥が生まれる。冬は10 - 30羽くらい、時にはヒレンジャクと混群をなし、100羽以上の群れを作ることもある。

## 分布
北半球の寒帯に広く繁殖分布し、日本では冬鳥として見られるが、中部地方以北に多い。木の実を求めてどの程度南下するかは途中の木の実の量に影響され、またその年の木の実の豊凶によって繁殖数が変動する。